# چسواو بیاواس
چسواو بیاواس (لهستانی: Czesław Białas; ۱۹ ژوئن ۱۹۳۱ – ۲۴ ژوئن ۱۹۹۱) وزنه‌بردار اهل لهستان بود.
وی در مسابقات کشوری و بین‌المللی در مجموع برندهٔ ۱ مدال برنز شده‌است.